# Ахбандян, Варужан
Варужан Ахбандян (также известный как Варужан; перс. واروژان‎ или перс. واروژ هاخباندیان‎, арм. Վարուժան Հախբանդյան, англ. Varoujan Hakhbandian; 04 декабря 1936, Казвин, Иран — 17 сентября 1977, Тегеран, Иран) — иранский автор песен, композитор и аранжировщик. Один из основоположников поп-музыки в Иране.

## Биография
Родился в Казвине 4 декабря 1936 года.
После смерти матери он переехал в Тегеран, когда ему было два года, и опеку над ним доверили бабушке. В семь лет Варужан поступил в итальянскую школу-интернат и оставался там до конца шестого класса. После предварительного образования и учебы в Тегеранской высшей музыкальной школе из-за сильного интереса к музыке он уехал в США, чтобы продолжить учёбу, и изучал там музыку в течение трёх лет.
Вернувшись в Иран, Варужан на два года уехал в Ахваз и преподавал музыку в армянской школе, а после этого двухлетнего периода снова вернулся в Тегеран.
В 1950-х музыкальные вкусы современной иранской музыки постепенно повернулись в сторону поп-музыки и Варужан стал непревзойденным человеком в этом виде музыки. Он сочинял как собственные мелодии, так и выпускал аранжировки других произведений.
Ахбандян впервые написал музыку к фильму «Белый ад» режиссера Самуила Хачикяна. Интерес к области киномузыки побудил его продолжить эту работу профессионально. В продолжение этих опытов он совместно с Бабаком Афшаром, Парвизом Атабаки и Эсфандиаром Монфаредзаде создал саундтрек к фильму «Хасан Кечел» Али Хатами, который известен как первый музыкальный фильм иранского кинематографа.
Ахбандян начал свою карьеру с аранжировок песен для радио, а затем его выбрали сочинителем песен для одной из телевизионных программ «Занголеха».
За свою творческую жизнь Варужан написал музыку к 25 фильмам и двум сериалам; всего сочинил, включая аранжировку, более 100 песен.
Умер 17 сентября 1977 года от сердечного приступа. Похоронен на армянском кладбище Бурастан.